# Historia del ferrocarril en Gijón
La historia del ferrocarril en Gijón, ciudad asturiana al norte de España, comienza en 1852 con la llegada del Ferrocarril de Langreo y continúa en la actualidad con nuevos proyectos como el Metrotrén o la Estación Intermodal.

## Origen de las líneas

### Ferrocarril de Langreo

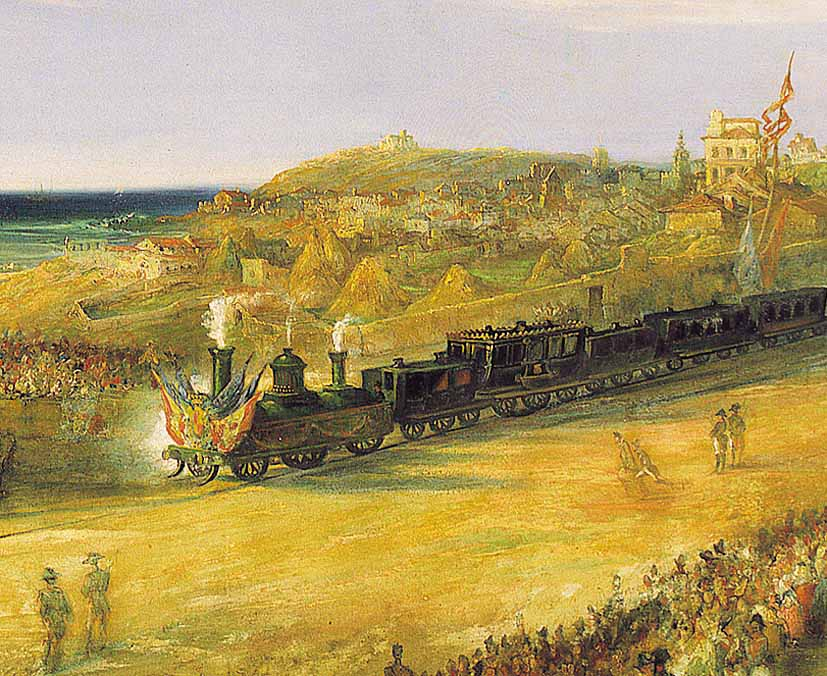
Inauguración del Ferrocarril de Langreo en 1852.

Gijón fue una de las primeras ciudades españolas en disponer de una línea de ferrocarril. Se trataba del Ferrocarril de Langreo; línea de carácter industrial entre la región minera de Langreo y Gijón construida entre el 12 de febrero de 1851 y 1856. La línea fue inaugurada en 1852 por la reina madre María Cristina. La estación término se construyó en los terrenos de El Humedal, teniendo las vías que sortear el foso de la muralla carlista de la ciudad. 
Los motivos para la construcción de esta infraestructura se halla en la buena situación de Gijón respecto al mar, lo que permitía una rápida salida comercial de la naciente industria minera. Años antes, en 1843 se había inaugurado la Carretera Carbonera, que en concepto y en trayecto es muy similar al Ferrocarril de Langreo, aunque sin el éxito esperado.
Para facilitar la conexión de los vagones con los barcos, se construye un ramal que finaliza en una dársena del actual Puerto Deportivo mediante un muro elevado conocido como el «murallón de Langreo». Mediante un sistema de drops, el carbón era vertido directamente desde los vagones hasta la bodega de los barcos. La mala imagen que le ofrecía a la ciudad de cara al turismo estival llevó a su desaparición en 1909.
La construcción en 1907 del Puerto de El Musel permitiría un puerto mayor para la floreciente industria. El Ferrocarril de Langreo adquiere entonces un nuevo ramal desde la estación de Sotiello hasta el propio puerto, con la característica de que discurre por el lado oeste del Cabo Torres y se introduce por debajo del mismo hasta alcanzar a El Musel, en el este del Cabo.
La línea discurre de norte a sur por la parte central-izquierda del concejo, con una vía electrificada de ancho métrico que es operada por Renfe Cercanías AM mediante la línea C-5.

### Conexión con Asturias y León

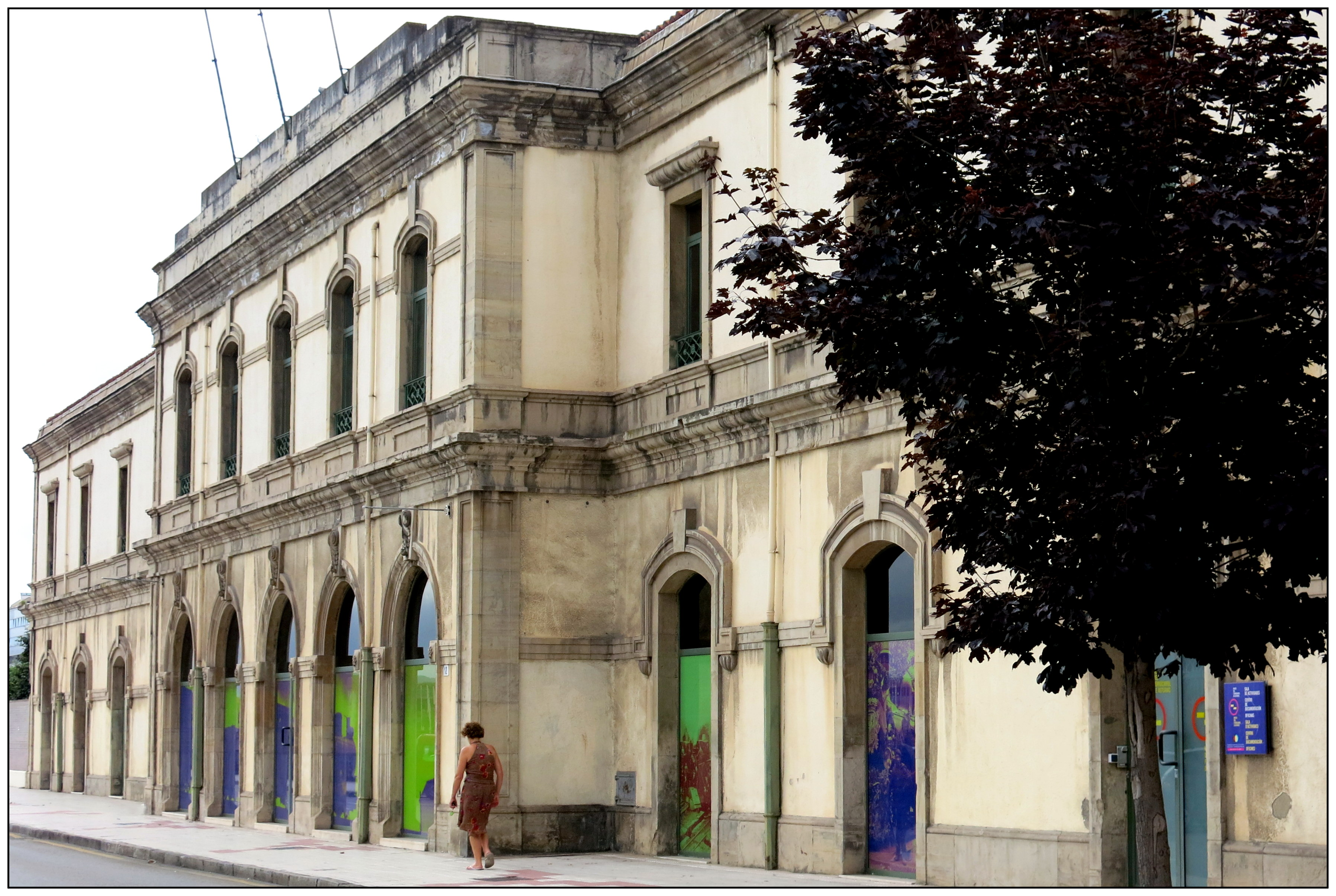
Estación del Norte, actual Museo del Ferrocarril de Asturias

En la segunda mitad del siglo XIX, la Compañía de los Ferrocarriles de Asturias, Galicia y León (AGL) propone la construcción de un ferrocarril entre varios puntos del noroeste peninsular y La Meseta, incluyendo al puerto de Gijón. El 23 de julio de 1874 se inaugura el tramo Gijón-Pola de Lena, aunque no sería hasta 1884 cuando se finaliza toda la línea, que incluía la compleja infraestructura de la Rampa de Pajares. Los graves problemas económicos de la AGL llevan a la empresa a ser absorbida por la Compañía de los Caminos de Hierro del Norte de España en 1885, esa empresa construiría la Estación del Norte, actual Museo del Ferrocarril de Asturias.
El trazado de la línea discurre oeste-este por la parte oeste del concejo de Gijón, sorteando la actual planta industrial de Arcelor Mittal. Es de ancho ibérico con doble vía electrificada y por donde circulan la mayor parte del tráfico ferroviario de la ciudad, destacando los servicios de la línea C-1 de Cercanías.

### Línea Ferrol-Gijón
A finales del siglo XIX el gobierno se propone conectar la importante base naval de Ferrol con las industrias y armerías de la zona central de Asturias. Las obras se prolongarán durante 51 años siendo la línea totalmente inaugurada en 1972. 
El tramo Avilés-Aboño (límite occidental del concejo de Gijón) ya había sido construido  anteriormente por la empresa de vía estrecha Ferrocarril de Carreño, que tenía que hacer un complicado trasbordo desde Aboño hasta Gijón mediante una línea del tranvía local. Aprovechando la construcción de la línea Ferrol-Gijón, esta empresa recibe en 1950 la concesión estatal para alargar el trazado hasta la estación de El Humedal, penetrando por Tremañes.
En la actualidad, la infraestructura es usada por una línea de Renfe Cercanías AM, la C-4, que conecta Cudillero con Gijón mediante una única vía electrificada.

### Ferrocarril de La Camocha
La compañía Ferrocarril de San Martín del Rey Aurelio a Lieres, Gijón y El Musel proyectó la construcción de un ferrocarril alternativo al de Langreo y que atravesara diagonalmente el concejo de Gijón, sin embargo, los problemas económicos de la empresa paralizarían paulatinamente el proyecto entre 1910 y 1916, quedando algunas secciones construidas.
La Mina La Camocha, ubicada en la parte central del concejo, tenía serios problemas para el transporte del carbón extraído, que debía hacerse por carreteras en mal estado. A principios de los 1940 se plantea el aprovechamiento de las secciones construidas años atrás, que estaban abandonadas, y así poder darle una salida directa al carbón desde la mina hasta El Musel. El proyecto recibe en julio de 1942 el apoyo del Ministerio de Industria y por ende de RENFE, que se encarga de construir y gestionar las vías aunque recibiendo fondos de Felgueroso S.A., empresa propiedad de la mina que estaba liderada por los Hermanos Felgueroso.
Las obras comienzan en 1946 y el 26 de agosto de 1949 Francisco Franco inaugura el trayecto, de unos 10 km entre la estación de Veriña y la mina. La vía era de ancho ibérico sin electrificar.
La inauguración de ENSIDESA y del parque de carbones de Aboño da al carbón camochano una nueva salida aparte de al puerto de El Musel. Sin embargo, la bajada de extracción llevó al ferrocarril a su desaparición, circulando el último tren dirección Aboño el día 1 de agosto de 1986. 
En 1994 se encarga la conversión del trayecto en una vía verde, que se inaugura el 5 de junio de 1996 contando con prácticamente con todo el recorrido del antiguo ferrocarril, exceptuando el tramo final en Veriña.

## Reorganización de los 1980

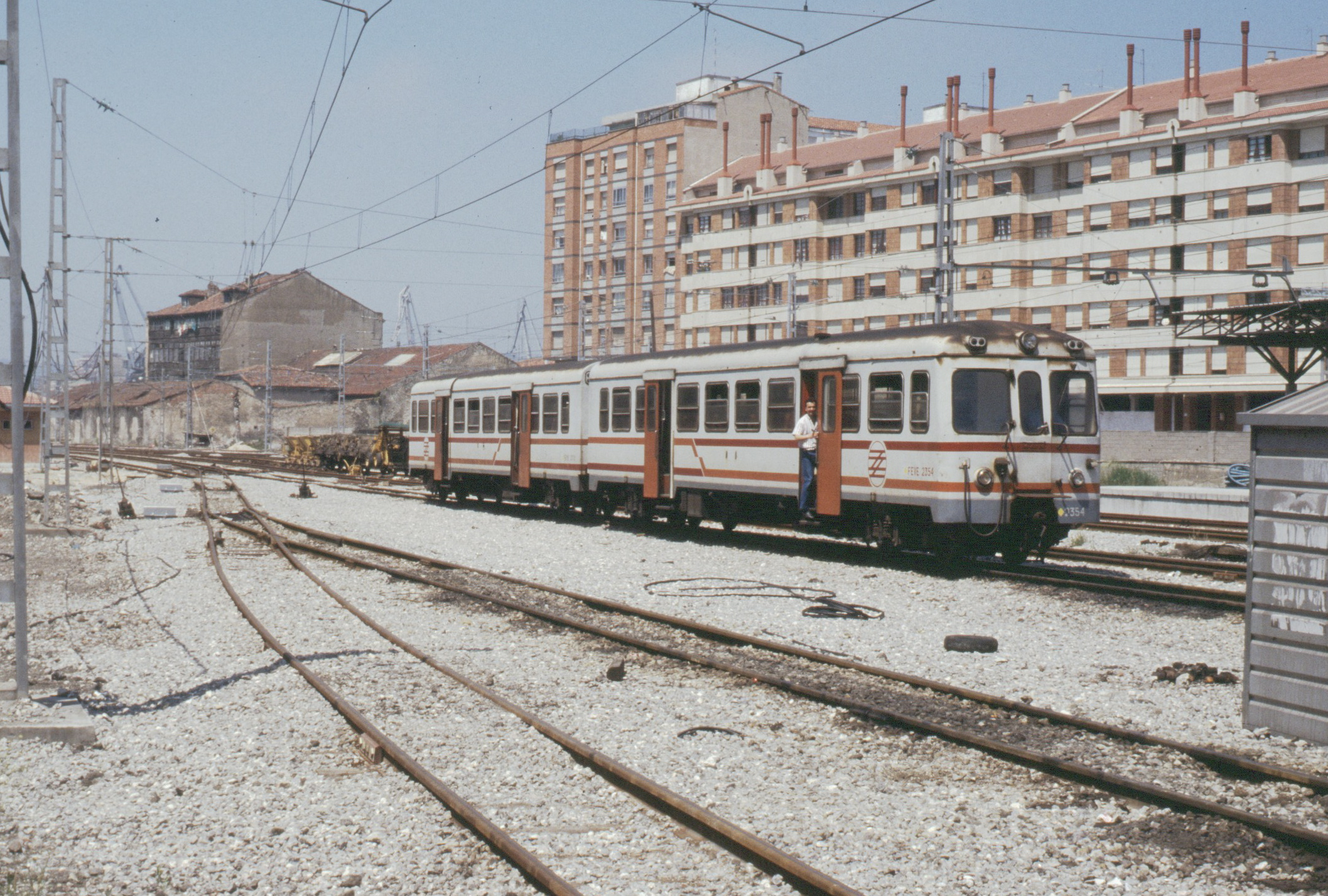
Convoy en la estación de El Humedal en 1988.

En 1985 cierra la Fábrica de Moreda, dejando un enorme espacio en pleno casco urbano aunque inaccesible al estar entre las vías de ancho ibérico al norte y las vías de ancho métrico al sur. Las vías de ancho ibérico iban destinadas a la Estación del Norte, que ya se presentaba como pequeña e insuficiente. Las de ancho métrico, por su parte, discurrían hasta más al este, llegando a la estación de El Humedal, que era una de las estaciones más antiguas de España. Gijón necesitaba o bien una estación para frenar esta dualidad o bien dos estaciones más próximas.
Se eligió la opción de construir una nueva estación para media y larga distancia en el entorno más inmediato a la estación original. El 29 de enero de 1990 abre la estación de Gijón-Jovellanos. El desvío de las vías de ancho ibérico permitió liberar los terrenos de la fábrica para la construcción en los 1990 del barrio de Moreda así como clausular la Estación del Norte para convertirla en el Museo del Ferrocarril de Asturias.

## Reorganización de los 2000: Plan de Vías

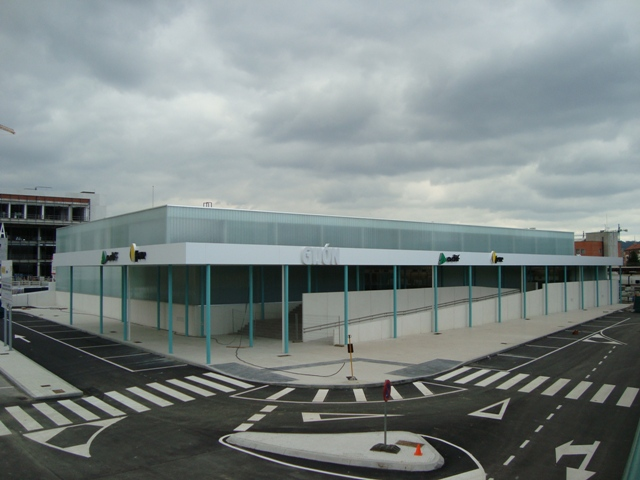
La estación provisional de Gijón-Sanz Crespo

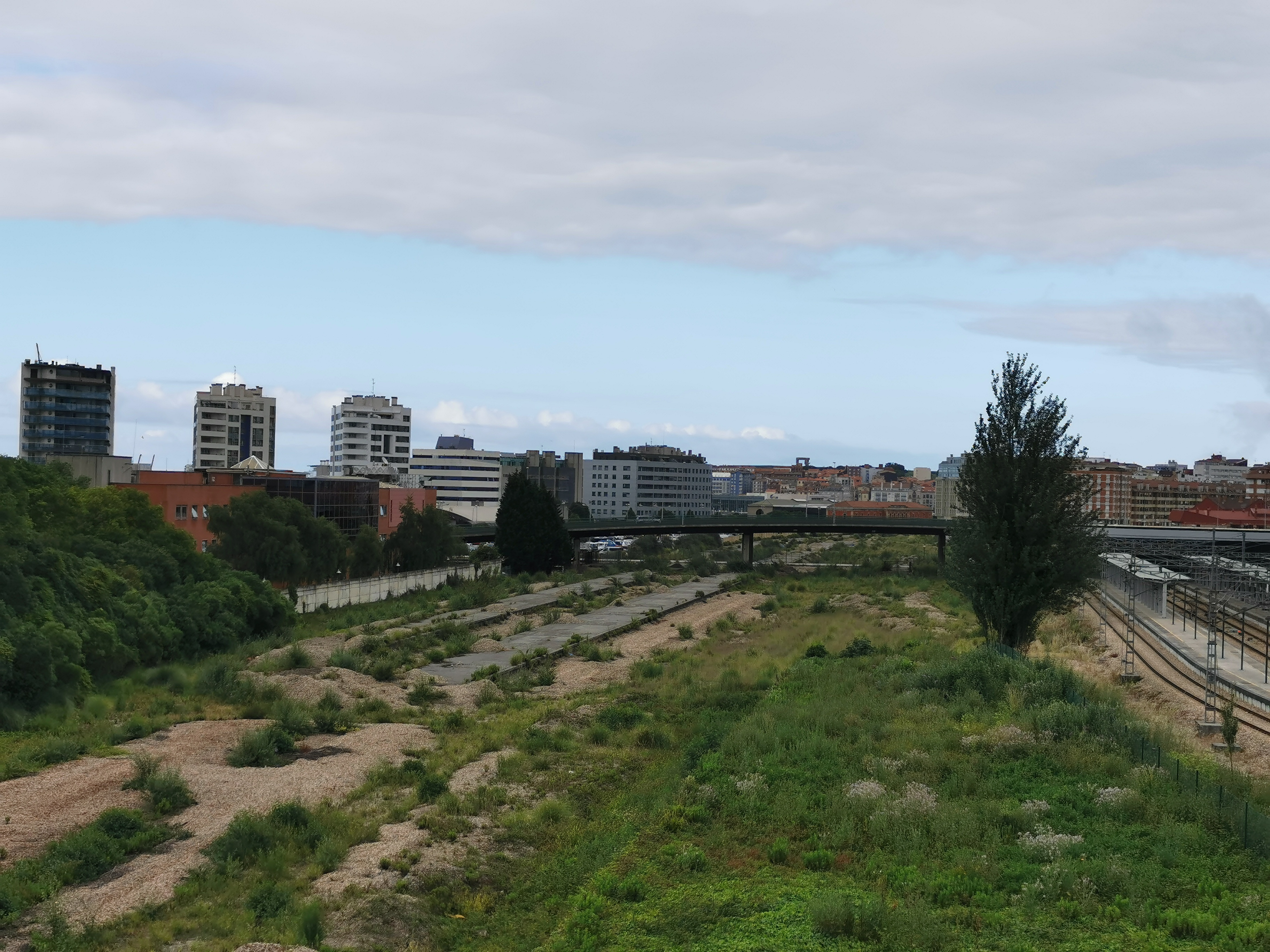
Solar donde se construirá la Estación Intermodal de Gijón, en Moreda. A la derecha, la estación provisional

Gijón seguía teniendo un gran problema urbanístico, las vías de tren y las estaciones seguían dividiendo la zona oeste con la zona central de la ciudad, además, los servicios ferroviarios continuaban divididos en dos estaciones diferentes. Nada más empezado el Milenio, las autoridades políticas se proponen acabar de una vez por todas con estos problemas planteado la construcción de una única estación soterrada y, además, expandir el trazado ferroviario de todas las líneas de cercanías por el subsuelo gijonés mediante el Metrotrén, preparar la ciudad para la llegada de la alta velocidad y construir una estación de autobuses pública.
Todas estas actuaciones son presentadas en el Programa de Cercanías del Plan de Infraestructuras 2000-2007 para el Principado de Asturias en agosto del año 2000 en la Feria Internacional de Muestras de Asturias por el ministro Álvarez-Cascos.
Lo primero que se acomete es la construcción del Metrotrén, que comienza en 2003 a la altura del Museo del Ferrocarril y finaliza en la estación de Viesques en 2006, sin embargo, el proyecto es alargado en 2005 hasta el Hospital de Cabueñes. Lo siguiente es la eliminación de ambas estaciones de ferrocarril, teniendo que construirse una estación de carácter provisional; la estación de Gijón-Sanz Crespo. Esta estación, considerablemente alejada del centro de la ciudad, es inaugurada en marzo de 2011 a la vez que se clausulan las otras dos estaciones, que son demolidas en 2014.
La siguiente fase del proyecto es la construcción de la Estación Intermodal así como la urbanización de los terrenos resultantes tras las demoliciones (Ejemplo de ello es el Solarón, parque en el solar dejado por la estación de El Humedal inaugurado en 2016). Sin embargo, la crisis económica paraliza tanto el proyecto del metrotrén como el de la Estación Intermodal. En 2022 la situación se desbloquea paulatinamente, decidiéndose la ubicación y diseño técnico de la Estación Intermodal y ciertos avances en el metrotrén; como el estudio técnico de la prolongación hasta Cabueñes.
Todas estas las actuaciones recibieron el nombre de Plan de Vías y fueron coordinadas por la sociedad mercantil Gijón al Norte S.A., siendo los accionistas de dicha Sociedad el Principado de Asturias (25%), el Ayuntamiento de Gijón (25%), la E.P.E. Adif-Alta Velocidad (30,0%), la E.P.E. Adif (7,5%) y la E.P.E. RENFE-Operadora (12,5%).

## Cronología de estaciones

### Estaciones principales
Gijón ha tenido varias estaciones principales:
- Estación de El Humedal 1852-2011
- Estación del Norte 1874-1990
- Estación de Gijón-Jovellanos/La Braña 1990-2011
- Estación de Gijón-Sanz Crespo 2011-¿2030-2032?
- Estación Intermodal de Gijón ¿2030-2032?-

|                                    |
| Estación de El Humedal (1852-2011) |

|                               |
| Estación del Norte(1874-1990) |

|                                          |
| Estación de Gijón Jovellanos (1990-2011) |

|                                       |
| Estación de Gijón-Sanz Crespo (2011-) |

### Otras estaciones
El concejo de Gijón tiene otras muchas estaciones y apeaderos construidas en las distintas líneas, destaca la estación de Calzada de Asturias y las futuras cinco estaciones del Metrotrén.